# Wacław Ziółek
Wacław Ziółek (ur. 2 października 1927 w Bieniędzicach, zm. 4 sierpnia 2006 w Kielcach) – major, funkcjonariusz aparatu bezpieczeństwa, uczestnik walk z podziemiem antykomunistycznym.

## Życiorys
Syn Romana i Franciszki z d. Burek. Ukończył sześć klas szkoły powszechnej. Wskazywany jest jako kat wykonujący wyroki śmierci na członkach antykomunistycznego podziemia, w zakładach karnych w Kielcach i Radomiu. Brał także udział w akcjach zbrojnych przeciwko partyzantom podziemia niepodległościowego w latach 1945-1953 i 1955-1957 w tym między innymi oddziałom organizacji Wolność i Niezawisłość, Narodowej Organizacji Wojskowej, Narodowych Sił Zbrojnych czy Polskiej Armii Ludowej. Następnie od 1959 do 1975 zajmował się szkoleniem zawodowym pracowników Służby Bezpieczeństwa w Komendzie Wojewódzkiej Milicji Obywatelskiej w Kielcach. Pochowany na cmentarzu na Cedzynie w Kielcach.